# Endoscope

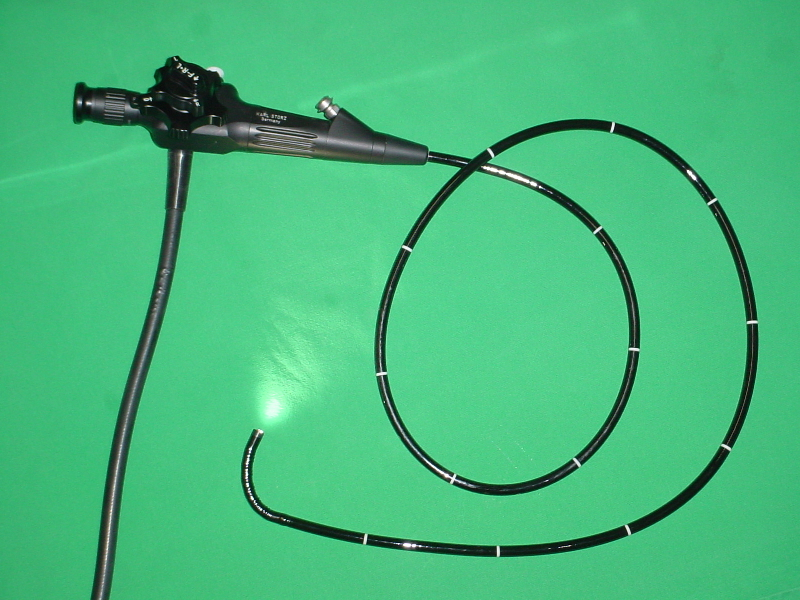
Un endoscope souple ou flexoscope.

L’endoscope est l'instrument optique médical ou industriel permettant la réalisation d'une endoscopie, soit la visualisation d'opérations chirurgicales intrusives, voire de micro chirurgie ou simplement l'observation d'endroits difficilement accessibles dans différents domaines.
Il nécessite des précautions d'utilisation et de nettoyage, spécifiques au domaine chirurgical.

## Usages
Suivant le champ d'investigation, les endoscopes sont nommés en conséquence :
- bronchoscopes,
- gastroscopes, duodénoscope[3],
- rectoscopes[4],
- laparoscopes[5],
- arthroscopes[6]...

Ils peuvent être utilisés :
- en chirurgie digestive, voir coloscopie ;
- en chirurgie oculaire ophtalmologique[7], dite « micro-endoscopie » (endoscopes voisins de 1 mm, introduits par Karl Storz (de)) ;
- en médecine vétérinaire (par exemple pour extraire des plombs de chasse de gésiers de gros oiseaux appartenant à des espèces menacées et présentant des signes de saturnisme aviaire[8] ;

Pour tout autres usages non médicaux : observations à l'intérieur de machines, de réacteur, de tuyaux, observation ou comptage d'oiseaux ou chauves-souris dans des arbres creux, etc.

## Description
- Il comporte un objectif de courte focale (19 mm par exemple).
- Il est éclairant.
- Le système optique doit véhiculer l'image d'un bout à l'autre de l'appareil, quelle que soit sa longueur.
- Dans les systèmes récents (articulés) est caractérisée sa courbure possible (203 mm par exemple).
- Il doit être étanche pour éviter sa dégradation pendant l'utilisation.
- Il doit être immersible pour être précisément nettoyé, désinfecté et stérilisé, voire autoclavable et toujours décontaminable.
- Suivant les emplois médicaux ou industriels est précisée également la plage de températures d'utilisation (−23 °C à +49 °C par exemple).

## Historique
- 1807 : Le médecin allemand Philipp Bozzini (en) invente un instrument, le « Lichtleiter », pouvant être considéré comme un proto-endoscope[9],[10].

Les premiers endoscopes datent de 1852 (apparition du terme dans le dictionnaire).
- 1852 : ils sont rigides et sont utilisés en urologie (utéroscope[11] de Desormeaux équipé d'une lampe au carburant gazogène Robert). Le système de calibrage en tiers de millimètre a été conçu par le fabricant Joseph-Frédéric-Benoît Charrière.
- 1879 : Maximilian Nitze (de), urologue viennois, construit le premier cystoscope.
- 1881 : Johann von Mikulicz-Radecki (1850–1905) pratique les premières gastroscopies avec un appareil de 650 mm de long qui lui permit de reconnaître le cancer de l’estomac. Suivent immédiatement :
  - les premières bronchoscopies (Gustav Killian),
  - les premières rectoscopies (A. Kelly, médecin des hôpitaux de Paris).
- 1890 : le polyscope de Trouvé,  équipé de filaments illuminateurs, avant l'invention des ampoules.
- 1917 : Rudolf Schindler, ingénieur allemand, avec la mise au point d'articulations optomécaniques, fait construire le premier gastroscope semi-flexible par la maison Wolf de Berlin.
- 1930 : Charles Debray et Frédéric Pergola tentent d'y adjoindre un flash permettant la prise de photos.
- 1950 : la réalisation de fibres optiques apporte la souplesse ; il se nomme fibroscope ou également flexoscope. Basil Hirschowitz (en), aidé de L.C. Curtiss et C.W. Peters, construit le premier flexoscope aux États-Unis.
- 1965 : système optique de haute résolution Hopkins introduit par l'Allemand Karl Storz.

- Actuellement :
  - la construction de caméras vidéo miniaturisées transforme radicalement l'appareil initial purement optique qui devient ainsi un vidéoscope ;
  - en gastroscopie, la technologie des capsules vidéo[12] existe : avalées par le patient, elles émettent des signaux électro-magnétiques reçus par une antenne proche et des images s'affichent sur un poste de travail informatique.

On trouve également des endoscopes dans l'industrie (mécanique, automobile, contrôle qualité, inspection, aéronautique, turbine, réacteur...), pour contrôle visuel indirect et éventuellement mesure par laser de défauts ou de jeu entre des pièces mécaniques.

## Appareils actuels
C'est un tube muni d’un faisceau lumineux et d'un système de vision optique (fibres) ou vidéo (caméra CCD).
- L’endoscope rigide appelé aussi boroscope est formé d’un tube métallique de 1  à   12 mm de diamètre et de 70  à   1 500 mm de longueur. Il est surtout utilisé pour l’exploration des articulations (arthroscopie), de la vessie (cystoscopie), de la cavité abdominale (laparoscopie ou cœlioscopie).
- L’endoscope souple, ou « flexoscope », est quant à lui constitué de fibres optiques conduisant la lumière. Il est plus long que l’endoscope rigide et permet d’explorer des organes tels que les bronches, l’œsophage, l’estomac, le duodénum, ou le côlon. Les endoscopes peuvent être équipés de petites caméras qui retransmettent l’image sur un écran.

Il peut être à but diagnostic ou thérapeutique. Son diamètre extérieur varie de 3  à   13 mm environ.
Les modèles thérapeutiques possèdent un canal dit opérateur pour le passage d'instrumentation : pinces pour saisir et retirer le corps étranger ou des échantillons de tissus, ciseaux pour couper les tissus, brosses pour prélever des cellules, lacet pour attraper des polypes…

## L'hygiène en endoscopie
L'endoscope, étant un dispositif médical pour les actes souvent très invasifs, doit faire l'objet de procédures de désinfection très drastiques.
Il doit faire l'objet de contrôles microbiologiques réguliers par un technicien ou un biohygiéniste.
Des études récentes (15% des duodénoscopes sont contaminés, niveau de désinfection inadéquat) mettent en lumière les risques réels pour les patients et encouragent le développement des endoscopes à usage unique.

## L'endoscope industriel
L'endoscope industriel est un appareil qui revêt une fonction similaire à celle de l'endoscope chirurgical. C'est un outil principalement utilisé par les piscinistes ou autres professionnels du bâtiment, afin d'observer l'état de différents conduits.
Ce matériel sert à l'observation de canalisations, afin de vérifier si l'un des conduits est obstrué ou engorgé, et de savoir où exactement.
Pour son utilisation industrielle, ce type d'endoscope est plus résistant. Il est étanche et complètement submersible afin de pouvoir l'utiliser dans un conduit immergé. 
Ils ont généralement un diamètre plus important que ceux utilisés en médecine, souvent entre 9 et 16 millimètres. De par leur utilisation spécifique, ils sont conçus pour pouvoir passer sans difficulté des coudes à 90°.

### Sources
- [PDF]Histoire de l'endoscopie digestive
- Musée Nitze-Leiter de l’endoscopie, inauguré en 1996. Institut d’histoire de la médecine de Vienne